# Bessiella
Bessiella es un género de foraminífero bentónico invalidado, por ser su especie-tipo considerada nomen nudum, aunque fue considerado perteneciente a la subfamilia Dainellinae, de la familia Loeblichiidae, de la superfamilia Loeblichioidea, del suborden Fusulinina y del orden Fusulinida. Su especie tipo era Bessiella legrandi. Su rango cronoestratigráfico abarca desde el Tournasiense hasta el Viseense (Carbonífero inferior).

## Discusión
Clasificaciones previas hubiesen incluido Bessiella en la subfamilia Endostaffellinae, de la familia Endothyridae de la superfamilia Endothyroidea. Clasificaciones recientes hubiesen incluido Bessiella en el orden Endothyrida, de la subclase Fusulinana, de la clase Fusulinata.

## Clasificación
Bessiella incluía a las siguientes especies:
- Bessiella agilis †
- Bessiella legrandi †
- Bessiella leusoniae †
- Bessiella llangollensis †
- Bessiella mobilis †
- Bessiella rectiformis †